# Dijkshorne (Noardeast-Fryslân)
Dijkshorne (Fries: Dykshoarne) is een buurtschap in de gemeente Noardeast-Fryslân, in de Nederlandse provincie Friesland. Dijkshorne ligt ten noorden van Engwierum en ten zuidwesten van Ezumazijl. De buurtschap ligt aan de Tibsterwei.
Ten oosten van Dijkshorne liggen de buitendijkse gebieden Ganzepolder, Ezingepolder en de Ezumakeeg die onderdeel is van het Nationaal Park Lauwersmeer. Er staat onder meer een vogelkijkhut in het gebied. In de Ganzepolder staat de rond 1850 gebouwde poldermolen De Gans.

## Geschiedenis
De plaatsnaam Dijkshorne is te relateren aan de ligging, namelijk bij een uitspringende bocht en hoek (horn) in de oude Lauwerszeedijk, die later een slaperdijk is geworden. Er ligt een kleine terp uit de 12e-13e eeuw, welke is aangewezen als rijksmonument.
In 1575 werd Dijkshorne in de kopie van een document uit 1452 als in da Dijcks Herna vermeld. In 1718 vermeld als Dyks Horne en in 1874 als Dijkshorne.
Dijkshorne lag tot de gemeentelijke herindeling van 1984 in de toenmalige gemeente Oostdongeradeel. Daarna viel de buurtschap tot 2019 tot de gemeente Dongeradeel, waarna deze opging in de gemeente Noardeast-Fryslân.
Steden, dorpen en gehuchten: Aalsum · Anjum · Augsbuurt · Birdaard · Blija · Bornwird · Brantgum · Burum · Dokkum · Ee · Engwierum · Ferwerd · Foudgum · Genum · Hallum · Hantum · Hantumeruitburen · Hantumhuizen · Hiaure · Hogebeintum · Holwerd · Janum · Jislum · Jouswier · Kollum · Kollumerpomp · Kollumerzwaag · Lichtaard · Lioessens · Marrum · Metslawier · Munnekezijl · Moddergat · Morra · Nes · Niawier · Oosternijkerk · Oostmahorn · Oostrum · Oudwoude · Paesens · Raard · Reitsum · Ternaard · Triemen · Veenklooster · Waaxens · Wanswerd · Warfstermolen · Westergeest · Wetsens · Wierum · Zwagerbosch

Buurtschappen: Abbewier · Bartlehiem (deels) · Beintemahuis · Betterwird · Bollingawier · Bonte Hond · Bornwirdhuizen · Boteburen · Brandeburen · De Dellen · De Keegen · De Kolk · De Leegte · De Rijp · De Wirden · De Schans · Dijkshorne · Dokkumer Nieuwe Zijlen · Drieboerehuizen · Ezumazijl · Groot Medhuizen · Halfweg · Hallumerhoek · Hanenburg · Hantumerhoek · Huis ter Noord · Kettingwier · Klein Medhuizen · Kletterbuurt · Kollumeroudzijl · Krabburen · Laagland · Lutkewier · Molenbuurt · Nieuwland · Oudeterp · Oudwouderzijlen · Reidswal · Scharnehuizen · Stiem · Teerd · Teijeburen · Tergracht (deels) · Ter Lune · Tibma · Tilburen · Tiltjeburen · Vaardeburen · Veldburen · Vijfhuizen (Hallum) · Vijfhuizen (Ternaard) · Visbuurt · Weerdeburen · Westerburen · Westernijkerk · Wie · Wijgeest · Zevenhuizen

Streken: 't Schoor · Galilea · It Paradyske · Lutkelaard · Sibrandahuis · Steenharst · Steenvak · Wildpad (deels) · Zandbulten · Zwagerveen

Friesland: Steden en dorpen      Nederland: Provincies · Gemeenten